# Bernat d'Olivella
Bernat d'Olivella (Catalunya, primer terç del segle xiii - Tarragona, 29 d'octubre de 1287) fou un eclesiàstic i polític català, arquebisbe de Tarragona. Una tradició tardana el fa mercedari, i és venerat com a beat al si de l'Orde de la Mercè.

## Biografia
Entre 1254 i 1272 fou bisbe de Tortosa i estengué la demarcació de la diòcesi de Tortosa vers les terres del nord del Regne de València, que s'havia conquerit recentment. Jaume I el Conqueridor el feu home de confiança i li confià missions importants, a més del càrrec de lloctinent reial a Aragó i Catalunya.
En 1272 fou nomenat arquebisbe de Tarragona; el rei el nomenà, el 20 de març del mateix any, àrbitre en el plet iniciat per establir si els nobles de Catalunya que tenien feus havien de seguir el monarca a les guerres contra els àrabs. També fou convocat a Alzira com a mitjancer en el conflicte entre primogènit Pere i el bastard Ferran Sanxis de Castre; el 1275 tornava a actuar com a conciliador entre el rei i una facció de nobles. Va ser el primer prelat que va exercir el dret d'ungir els reis d'Aragó, segons privilegi concedit als primats tarragonins pel papa Innocenci III: com a delegat papal, ungí a Saragossa Pere II el Gran el 1276. Pere el va nomenar privat. Obrí amb els seus parlaments les corts de Saragossa i de Barcelona del 1283. El 1285 assistí Pere II en la seva mort i l'absolgué de l'excomunió que pesava sobre seu per l'afer de Sicília. Cap al 1287 prestà el seu ajut a l'expedició contra Menorca.
Va celebrar tres concilis, va assistir al Concili de Lió II (1274) i va dotar els càrrecs de degà, ardiaca de Sant Fructuós i el de Vila-seca amb gran munificència. Va pledejar amb l'arquebisbe de Toledo sobre la jurisdicció que creia tenir a les esglésies de Sogorb i Albarrasí, que el papa Joan XXII havia fet sufragànies de Saragossa el 1318.
Va concloure la construcció de la catedral de Tarragona amb l'estalvi que es va imposar durant la seva retirada a Escornalbou: se li atribueix la construcció de la porta principal de la catedral i de la rosassa, encarregades al mestre Bartomeu. Reformà el missal i el breviari de l'arxidiòcesi.
Va morir l'any 1287 i fou sebollit a la capella de Santa Tecla la Vella de la catedral, en un sepulcre amb una estàtua jacent i sense cap inscripció, tal com ho havia deixat ordenat. Actualment, la seva sepultura es troba al paviment del presbiteri de la catedral.

## Veneració
Des del segle xvii, fonts mercedàries afirmen que l'arquebisbe Olivella era frare de l'Orde de la Mercè, però el seu nom no apareix en cap document de l'orde que ho pugui demostrar. Tot i això, és venerat com a beat al si d'aquest orde, amb festivitat litúrgica el 29 d'octubre.